# Region Północny (Ghana)
Region Północny – jeden z szesnastu regionów Ghany. Według spisu z 2021 roku liczy ponad 2,3 mln mieszkańców i jest najbardziej zaludnionym regionem w północnej części kraju. Do 2018 roku, kiedy wydzielono z niego regiony Savannah i Północno–Wschodni był to największy pod względem powierzchni region w kraju.
Klimatycznie, religijnie, lingwistycznie i kulturalnie region różni się bardzo od politycznie i ekonomicznie dominujących regionów centralnej i południowej Ghany.

## Geografia
Graniczy z regionami: Północno-Wschodnim (północ), Oti (południe), Savannah (zachód), a także od wschodu z państwem Togo.
Stolicą regionu i największym miastem jest Tamale. Do innych większych miast należą: Yendi, Savelugu i Bimbilla.

### Podział administracyjny
W jego skład wchodzi 16 dystryktów:
- Okręg miejski Gushegu
- Dystrykt Karaga
- Dystrykt Kpandai
- Dystrykt Kumbungu
- Dystrykt Mion
- Okręg miejski Nanumba North
- Dystrykt Nanumba South
- Dystrykt Saboba
- Okręg miejski Sagnarigu
- Okręg miejski Savelugu
- Okręg metropolitalny Tamale
- Dystrykt Tatale-Sanguli
- Dystrykt Tolon
- Okręg miejski Yendi
- Dystrykt Zabzugu
- Dystrykt Nanton

## Demografia
Według spisu w 2021 roku region zamieszkany jest głównie przez plemiona Mole-Dagbani (62,5%) i Gurma (29,7%). 

### Religia
Struktura religijna w 2021 roku według Spisu Powszechnego:
- muzułmanie – 66,5%,
- religie etniczne – 11,5%,
- protestanci – 9,1%,
- katolicy – 5%,
- pozostali chrześcijanie – 4,1%,
- brak religii – 0,36%,
- inne religie – 3,5%.